# Josué Déprez
Josué Déprez, (* 30. října 1981 v Port-au-Prince, Haiti) je haitský zápasník–judista. S judem začal v 8 letech v Carrefour v kroužku. Ve 22 letech dostal stipendium ke studiu na Dade College v Miami. Později dva roky žil a trénoval judo v rámci grantu Mezinárodního olympijského výboru v Paříži. Od roku 2011 žije trvale v Miami ve Spojených státech, kde pracuje jako osobní trenér, učitel bojových umění, masér. Na mezinárodní scéně se objevuje nepravidelně od roku 2005. V roce 2016 mu přálo štěstí, když s pouhými 7 body dosáhl na panamerickou kontinentální kvótu pro účast na olympijských hrách v Riu, kde vypadl v prvním kole.